# ...Beautiful Lies You Could Live In
...Beautiful Lies You Could Live In è un album a nome di Tom Rapp / Pearls Before Swine, pubblicato dalla Reprise Records nel novembre del 1971. Il disco fu registrato all'A&R Studios ed all'Aura Sound Studio di New York City ed al Bearsville Studios di Woodstock (New York).
In copertina è presente il dipinto Ophelia di John Everett Millais.

## Tracce
Brani composti da Tom Rapp, tranne dove indicato
Lato A
1. Snow Queen – 3:55
2. A Life – 2:57
3. Butterflies – 2:37
4. Simple Things – 2:50
5. Everybody's Got Pain – 2:44

Lato B
1. Bird on a Wire – 3:29 (Leonard Cohen)
2. Island Lady – 3:57
3. Come to Me – 2:53
4. Freedom – 3:00
5. She's Gone – 2:09
6. Epitaph – 1:24 (A.E. Housman, Elisabeth Rapp)

## Musicisti
- Tom Rapp - voce, chitarra
- Elisabeth Rapp - voce
- Amos Garrett - chitarra elettrica
- Stu Scharf - chitarra elettrica
- Jon Tooker - chitarra
- Bob Dorough - pianoforte
- Michael Krawitz - pianoforte
- Steven Alan Grable - pianoforte, organo
- Morrie E. Brown - basso
- Gordon Hayes - basso
- Gerry Jermott - basso
- Billy Mundi - batteria
- Grady Tate - batteria
- Herb Lovell - batteria